# لاک‌پشت‌های نینجای جهش‌یافته نوجوان: آشوب جهش‌یافته
لاک‌پشت‌های نینجای جهش‌یافته نوجوان: آشوب جهش‌یافته (به انگلیسی: Teenage Mutant Ninja Turtles: Mutant Mayhem) فیلم پویانمایی رایانه‌ای ابرقهرمانی به کارگردانی جف رو بر اساس فیلمنامه‌ای از برندن اوبراین است. این فیلم که بر اساس تیم ابرقهرمانی به همین نام ساخته شده‌است، یک بازراه‌اندازی از سری فیلم‌های آن است و هفتمین فیلم لاک‌پشت‌های نینجا و دومین فیلمی است که پس از لاک‌پشت‌های نینجا (۲۰۰۷) با تصاویر رایانه‌ای ساخته شده‌است. در این فیلم، برادران لاک‌پشت تصمیم می‌گیرند تا به‌عنوان نوجوانان عادی پذیرفته شوند، در حالی که با یک سندیکای جنایی بدنام و ارتشی از جهش‌یافته‌ها روبرو می‌شوند.
چهار سال پس از اکران فیلم لایو اکشن لاک‌پشت‌های نینجا: خارج از سایه‌ها (۲۰۱۶)، یک فیلم پویانمایی در ژوئن ۲۰۲۰ توسط برایان رابینز مدیر عامل اجرایی آینده پارامونت پیکچرز معرفی شد، و تهیه‌کنندگان ست روگن و ایوان گلدبرگ، برای برداشتی جدید از لاک‌پشت‌های نینجا که تمرکز بر جنبه نوجوانی آن‌ها دارد، معرفی شدند.
لاک‌پشت‌های نینجا: آشوب جهش‌یافته در ۴ اوت ۲۰۲۳ توسط پارامونت پیکچرز اکران شد.

## طرح داستان
چهار برادر لاک‌پشت که زندگی خود را صرف یادگیری نینجوتسو کرده‌اند، پس از سال‌ها پناه‌گرفتن از دنیای انسان‌ها در فاضلاب‌های شهر نیویورک، راهی سطح می‌شوند تا به عنوان نوجوانان عادی پذیرفته شوند؛ دوست جدیدشان اپریل اونیل به آنها کمک می‌کند تا با یک سندیکای جنایتکارانه و ارتشی از جهش‌یافته‌ها مقابله کنند.

## صداپیشه‌ها
- نیکلاس کانتو در نقش لئوناردو[۲]
- شامون براون جونیور در نقش مایکل‌آنجلو[۲]
- میکا ابی در نقش داناتلو[۲]
- بردی نون در نقش رافائل[۲]
- جکی چان در نقش استاد اسپلینتر[۲]
- آیو ادبیری در نقش اپریل اونیل[۲]
- ست روگن در نقش بی‌باپ[۲]
- جان سینا در نقش راکستدی[۲]
- هانیبال بورس در نقش چنگیز، یک قورباغه[۲]
- رز برن در نقش لدرهد[۲]
- آیس کیوب در نقش سوپرفلای[۲]
- پست مالون در نقش ری فیله[۲]
- پل راد در نقش موندو گِکو[۲]
- مایا رودولف در نقش سینتیا اوتروم[۲]
- ناتاشا دمتریو در نقش وینگنات[۲]
- جانکارلو اسپوزیتو در نقش بَکستر استاکمن[۲]

## تولید

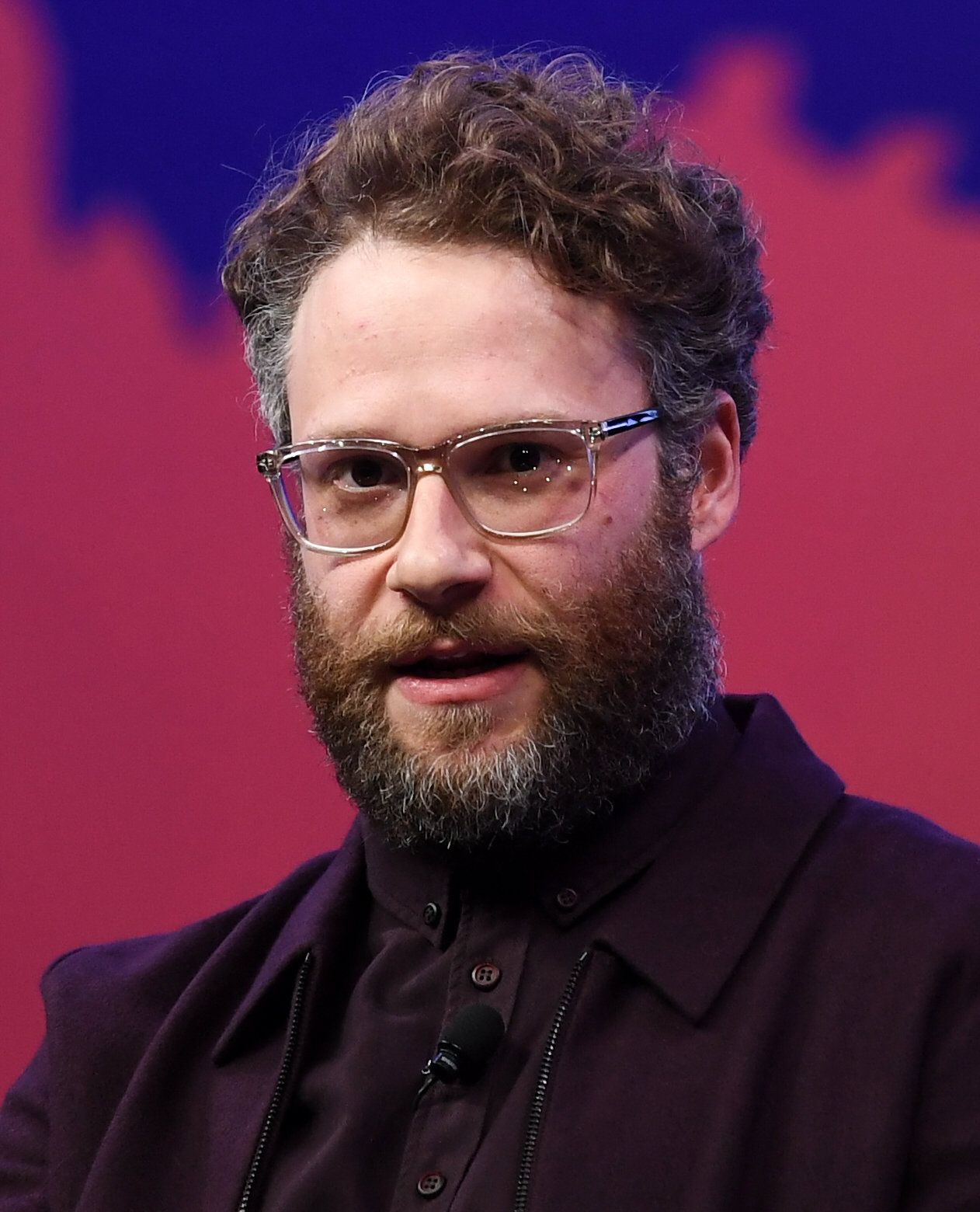
ست روگان در نقش بی‌باپ

### توسعه
در ۳۰ ژوئن ۲۰۲۰، گزارش شد که استودیوی انیمیشن نیکلودئون در حال توسعه یک فیلم بلند پویانمایی رایانه‌ای از لاک‌پشت‌های نینجا برای پارامونت است که اولین تولید تئاتری پویانمایی این استودیو را رقم زد. جف رو، شناخته‌شده به خاطر کارگردانی مشترک میچل‌ها در برابر ماشین‌ها از سونی پیکچرز انیمیشن، ست روگن، ایوان گلدبرگ و جیمز ویور از طریق شرکتشان پوینت گری پیکچرز که قبلاً با اوبراین در همسایه‌ها و دنباله آن همسایه‌ها ۲: انجمن خواهری برمی‌خیزد همکاری کرده بودند، این فیلم را تولید خواهند کرد. برایان رابینز، رئیس نیکلودئون، گفت که «افزودن نبوغ ست، ایوان و جیمز به طنز و اکشن که در حال حاضر بخشی جدایی ناپذیر از لاک‌پشت‌های نینجا است، این را به یک اختراع مجدد در سطح بعدی این ملک تبدیل می‌کند.» رو گفت که کارگردانی این فیلم «لذت مطلق» است، زیرا از کودکی طرفدار این فرنچایز بوده‌است. در ۴ اوت ۲۰۲۰، روگن در حین تبلیغ فیلم خود به نام یک خیارشور آمریکایی گفت که این فیلم هم عناصری از فرنچایز را به نمایش می‌گذارد که او از طرفداران مادام العمر آن بوده‌است و هم «به نوعی به عناصری از نوجوان قبلی خود ادامه می‌دهد».
در ژوئن ۲۰۲۱، روگن یک تصویر تیزر را از طریق صفحه توییتر خود فاش کرد که حاوی یادداشت‌های مدرسه نوشته شده توسط لئوناردو بود و تاریخ اکران اصلی فیلم و جزئیات داخل تصویر دیده می‌شد. بعداً در اکتبر همان سال، عنوان کاری فیلم بعداً به نام لاک‌پشت‌های نینجای جهش‌یافته نوجوان: فصل بعدی مشخص شد. در فوریه ۲۰۲۲، هنر مفهومی با اولین نگاه به طرح‌های تیم اصلی منتشر شد.
در طی مصاحبه ای از IGN در کامیک-کان سن دیگو در ژوئن ۲۰۲۲، کوین ایستمن، یکی از خالقان TMNT، حمایت خود را از روگن ابراز کرد و او را در مورد دیدگاهش از فیلم به دلیل تأکید تیم بر نوجوان بودن تحسین کرد. در ۴ اوت ۲۰۲۲، یک سال قبل از اکران فیلم، عنوان رسمی با عنوان Teenage Mutant Ninja Turtles: Mutant Mayhem توسط خود روگن فاش شد.

### انتخاب بازیگران
صدای چهار برادر لاک‌پشت برای نخستین بار در این فرنچایز توسط نوجوانان واقعی اجرا شد. در طی جوایز برگزیده کودکان در ۴ مارس ۲۰۲۳، روگن بازیگرانی را که برای نقش لاک‌پشت انتخاب شده بودند، شامل نیکلاس کانتو در نقش لئوناردو، شامون براون جونیور در نقش مایکل‌آنجلو، میکا ابی در نقش داناتلو و برادی نون در نقش رافائل، معرفی کرد که در مراسم حضور داشتند. بقیه صداپیشگان در همان‌جا معرفی شدند که شامل جکی چان در نقش اسپلینتر، آیو ادبیری در نقش اپریل اونیل، روگن در نقش بی باپ و جان سینا در نقش راکستدی بود که قبلاً صداپیشگی بارون دراکسوم را در فصل اول سریال ظهور لاک‌پشت‌های نینجا جهش یافته نوجوان (۲۰۱۸–۲۰۲۰) بر عهده داشت. علاوه بر آن هانیبال بورس در نقش چنگیز قورباغه، رز بیرن و ناتاشا دمتریو به عنوان نسخه‌های زنانهٔ لدرهد و وینگنات، پل راد در نقش موندو گِکو، مایا رودولف در نقش سینتیا اوتروم و جانکارلو اسپوزیتو در نقش بکستر استاکمن، و رپرها آیس کیوب و پست مالون در نقش‌های سوپرفلای و ری فیله معرفی شدند، که مورد آخری ساختهٔ جدید فیلم است.

### پویانمایی
کار روی پویانمایی این فیلم تا سپتامبر ۲۰۲۱ آغاز شده بود. خدمات پویانمایی توسط میکروس ایمیج و ساین سایت ارائه خواهد شد. یاشار کسایی، طراح تولید، در مصاحبه‌ای اظهار داشت که با ابزارهای مدرن انیمیشن و سه‌بعدی، احساس مسئولیت می‌کند که فیلم از نظر بصری چیزی «باحال» همانند مرد عنکبوتی: به درون دنیای عنکبوتی و میچل‌ها در برابر ماشین‌ها باشد.

### بازاریابی
یک نقاشی دیواری برای تبلیغ فیلم در کانال و خیابان لافایت در شهر نیویورک ساخته شد تا با اعلام عنوان رسمی آن در ۴ اوت ۲۰۲۲ همراه شود. یک خط اسباب‌بازی توسط پلی‌میتس تویز در ۲۵ ژوئن منتشر می‌شود. یک بازی رسمی روبلاکس که توسط گیم‌فم ساخته شده‌است، قرار است در کنار این فیلم منتشر شود.

## انتشار
این فیلم در ابتدا قرار بود در ۱۱ اوت ۲۰۲۳ توسط پارامونت پیکچرز اکران شود. در ژانویه ۲۰۲۲، تاریخ اکران فیلم یک هفته زودتر به ۴ اوت ۲۰۲۳ کشیده شد.

## آینده
رابینز بعداً در ژوئن ۲۰۲۲ فاش کرد که این فیلم اولین قسمت از یک فرنچایز بالقوه است؛ او تحت تأثیر عشق روگن و گلدبرگ به این فرنچایز قرار گرفت. رابینز گفت که برنامه‌هایی برای چندین فیلم پویانمایی لاک‌پشت‌های نینجا وجود دارد.